# Iroise Nationale Naturreservat
Iroise Nationale Naturreservat  (fransk: Parc naturel marin d’Iroise) er et fransk biosfærereservat bestående af tre beboede øer (Ouessant, Sein og Molène), samt Molène-øgruppen, som består af omkring tyve mindre øer plus farvandet mellem øerne. Alle de store økosystemer i den atlantiske biogeografiske region (ø, kyst og hav) er repræsenteret: havmiljøet, strande, klipper med atlantisk kystvegetation, hedeområder og græsarealer. Reservatet har et areal på 991,49 km²

## Geografi og økologi
Biosfærereservatet Iles et Mer d'Iroise,  ligger på Bretagnes kyst, omfatter en havpark og øen Sein, små klippefyldte marine øer og holme og åbne havområder i en dybde på 20 meter med stærke strømme og stor tidevandsforskel.
Reservatet er af betydning fra et biodiversitetssynspunkt, da det omfatter en række levesteder, f.eks. for mere end 300 arter af tang, store havfuglekolonier og bestande af brugdehaj (Cetorhinus maximus) og gråsæl (Halichoerus grypus).
Øen Ouessant når ikke højere end 60 meter i højden, og dens landskab består af  enge græsset af får og krydset af stenmure og med  talrige landsbyer.

## Socioøkonomiske karakteristika
Daglig turisme er et væsentligt element i den lokale økonomi, der danner grundlag for kommercielle aktiviteter på øerne. Men også fiskeriaktiviteter er stadig vigtige.
Der gennemføres talrige uddannelses- og træningsaktiviteter i biosfæreområdet, såsom guidede besøg for skoleklasser, udstillinger, offentlige informationsmøder og praktikophold.